# Silver Dust
Silver Dust est un groupe de rock suisse formé en 2013, à Porrentruy, par le chanteur et guitariste Lord Campbell. Ce dernier est notamment connu sous son vrai nom, Christian "Kiki" Crétin, en tant qu'ex-gardien professionnel de hockey sur glace.
Après s'être produit sur de nombreuses scènes suisses dont celle du Montreux Jazz Festival, Silver Dust se fait connaître dans toute l'Europe grâce à ses tournées aux côtés des groupes de heavy metal finlandais Lordi (2016,, et 2018) et Battle Beast (2017). Fin 2019, Silver Dust entame sa quatrième tournée européenne, composée de 50 dates dans 26 pays en compagnie, cette fois-ci, de Moonspell et Rotting Christ.
Silver Dust possède un style musical unique agrémenté d'une présence scénique aux influences steampunk et victoriennes rappelant l'univers des films du réalisateur Tim Burton. Les médias classifient souvent le groupe de "burtonien" et décrivent son style sous l'appellation de "rock théâtral".

## Biographie

### Formation et débuts —Lost In Time(2013-2015)
Silver Dust voit le jour en 2013 sous l'impulsion de son fondateur, le chanteur et guitariste Lord Campbell. Après avoir été à la tête de plusieurs projets musicaux personnels reprenant des titres de virtuoses de la guitare tels que Steve Vai et Joe Satriani, celui-ci décide de créer un projet mêlant musique et show théâtral. Pour cela, il s'attache en particulier les services de son fidèle bassiste et ami de longue date, Kurghan, qui sera alors présent dès la première heure.
Le 25 mai 2013, Silver Dust sort son premier album, Lost In Time. Quelques mois plus tard, le groupe se produit au célèbre Montreux Jazz Festival et est choisi comme groupe d'ouverture dans de nombreux festivals nationaux ce qui lui donne l'opportunité de se produire aux côtés de groupes de renom tels que Deftones, The Offspring, Eluveitie ou encore Mass Hysteria. Par ailleurs, le titre So Let Me Now est diffusé en radio dans toute la Suisse et son vidéo-clip connaît un beau succès auprès du public et de la presse.
Au cours de l'année 2014, deux changements sont opérés dans le line-up. Le batteur Cedric est tout d'abord invité à quitter le groupe et est remplacé par Mr.Killjoy. Quelques mois plus tard, Jayer, le guitariste, décide de se consacrer à ses projets personnels et est remplacé par Tiny Pistol.
En février 2015, le groupe entre en studio pour l'enregistrement de son deuxième album. Il annonce également le tournage d'un vidéo-clip qui accompagnera celui-ci. En fin d'année, Silver Dust entame sa collaboration avec le label suisse Escudero Records.

### Premiers succès —The Age Of Decadence(2016-2017)
Début 2016, Silver Dust dévoile le nom et la pochette de son nouvel album nommé The Age Of Decadence. Le 6 février 2016, le groupe sort le deuxième vidéo-clip de son histoire et diffuse, par la même occasion, en avant-première My Heart Is My Savior, l'un des titres phares de son nouvel album.
Le 4 mars 2016, Silver Dust fait découvrir au public les chansons de son nouvel album, The Age Of Decadence, lors d'un concert spécialement organisé pour l'occasion à Neuchâtel. Durant la même soirée, le groupe révèle également un nouveau show sans précédent, millimétré, conçu pour accompagner cet album et plonger les spectateurs dans une atmosphère mêlant le bien et le mal, souvent représentés par des références à la magie blanche et à la magie noire. Pour la première fois, un écran géant représentant un miroir magique fait son apparition sur scène et diffuse des images en lien avec les titres étant joués. De même, le show est marqué par l'apparition de nombreux figurants et acteurs dont en particulier un couple maudit et des entités vêtues de capes et de masques noirs.
Le groupe joue alors dans toute la Suisse lui valant ainsi le statut de formation travaillant d'arrache-pied et offrant un réel spectacle à chacun de ses concerts. Le 7 avril 2016, Silver Dust remporte la finale du concours organisé par le célèbre Greenfield Festival et est de ce fait sélectionné pour partager la scène avec Nightwish et Amon Amarth. Quelques semaines plus tard, il sort un nouveau vidéo-clip réalisé en collaboration avec Carlyn Monnin, chanteuse lyrique suisse, ayant prêté sa voix pour l'adaptation acoustique du titre Forgive Me.
La même année, Silver Dust prend la route pour la première tournée européenne de son histoire en compagnie du groupe finlandais de heavy metal Lordi. Le groupe se produit alors à plus de trente reprises dans toute l'Europe.
Au retour de cette tournée, Silver Dust signe avec le label allemand Fastball Music qui organise la sortie de l'album The Age Of Decadence sur tout le continent.
En novembre 2017, le quatuor retourne sur les scènes d'Europe en tant qu'invité spécial du groupe finlandais de heavy metal Battle Beast. En fin d'année, Silver Dust clôt la tournée "The Age Of Decadence" en annonçant la sortie prochaine d'un nouvel album, le troisième du groupe.

### Révélation —House 21(2018-présent)
Fin mars 2018, Silver Dust sort un premier single et vidéo-clip,, Forever, titre tiré du nouvel album à venir. Tout comme les vidéo-clips précédents, celui-ci a été tourné dans la ville de Porrentruy en Suisse.
Le 20 avril 2018, le groupe sort son troisième opus, House 21, sous la forme d'un album-concept. Celui-ci raconte l'histoire d'un soldat anglais fuyant le champ de bataille durant la Seconde Guerre mondiale et se réfugiant dans une étrange demeure, appelée House 21, peuplée d'âmes errantes et d'êtres mystérieux. L'album est nommé ainsi en référence à l'hypothèse du poids de l'âme émise par le médecin américain Duncan MacDougall. Par ailleurs, House 21 comporte notamment un duo avec Mr. Lordi, du groupe éponyme, sur la reprise de Bette Davis Eyes, chanson initialement interprétée par Kim Carnes en 1981.
Quelques mois plus tard, à la surprise générale, Mr.Killjoy, le batteur, annonce son désir de quitter le groupe. Il justifie cette décision en évoquant des ambitions personnelles n'étant plus à la hauteur du projet prometteur qu'est Silver Dust. Il est alors remplacé par Magma, batteur formé par Diego Rapacchietti du groupe suisse Coroner.
Au mois d'octobre de la même année, le groupe repart sillonner les routes en compagnie de Lordi. Cette nouvelle tournée marque la deuxième collaboration d'ampleur européenne entre les deux groupes.
En juillet 2019, Silver Dust annonce qu'il entamera la quatrième tournée européenne de son histoire en fin d'année, d'octobre à décembre. Le groupe accompagne cette fois-ci deux ténors du métal : Moonspell et Rotting Christ.
Le 1er mars 2020, le groupe annonce l'arrivée de son nouveau guitariste, Neiros. Il remplace Tiny Pistol qui, en proie à des problèmes personnels, a jugé ne plus être en mesure de tenir son rôle au sein du groupe.
Le 29 avril 2022, Silver Dust sors son quatrième album, Lullabies.
En juillet 2024, le groupe annonce le départ de son batteur Magma, qui quitte le groupe pour des raisons professionnelles. Le batteur Mr.Killjoy, membre de la formation entre 2014 et 2018, rejoint le groupe pour assurer les concerts prévus, dont le Hellfest Le Off en tant que tête d'affiche, le temps de trouver un nouveau batteur. Le 21 janvier 2025, Silver Dust annonce officiellement le retour de Mr.Killjoy à la batterie, ainsi que la sortie d'un nouvel album prévu au 4 avril 2025.

## Membres

### Membres actuels
- Lord Campbell – chant, guitare
- Kurghan – basse, chœurs
- Neiros – guitare, chœurs
- Mr.Killjoy – batterie

Les membres tirent leurs noms de scène d'origines diverses. Lord Campbell explique qu'il a choisi le titre honorifique de Lord pour le côté seigneurial qu'il apporte. Quant à Campbell, il s'agit d'une référence à Bill Campbell, l'un de ses défenseurs lorsqu'il était joueur professionnel de hockey sur glace et derrière qui il se sentait en sécurité. Kurghan, adepte de jeux vidéo, tire lui son nom du "gamer tag" (nom d'utilisateur) qu'il utilise lorsqu'il joue en ligne. Par ailleurs, Tiny Pistol a choisi son nom avant qu'il ne rejoigne Silver Dust lorsqu'il faisait partie d'un autre groupe. Il a alors décidé de le conserver en référence à James Bond et aux petits revolvers coincés dans les jarretières des James Bond girls. Finalement, avec son nom, Magma souhaite évoquer le sentiment de pouvoir exploser qu'il ressent lorsqu'il est sur scène, illustré par une éruption de lave en fusion.

### Anciens membres
- Tiny Pistol – guitare, chœurs (2014-2020)
- Magma – batterie (2018-2024)
- Jayer – guitare, chœurs (2013-2014)
- Cedric – batterie (2013-2014)

## Discographie

### Albums studio
- 2013 : Lost In Time
- 2016 : The Age Of Decadence
- 2018 : House 21
- 2022 : Lullabies

### Vidéo-clips
- 2014 : So Let Me Know
- 2016 : My Heart Is My Savior
- 2016 : Forgive Me (version acoustique)
- 2018 : Forever

## Influences

### Éthiques
Fondateur, leader et compositeur des albums de Silver Dust, Lord Campbell est végétarien et fervent défenseur de la cause animale. Il y fait notamment références dans deux titres : Symbol Of My Life de l'album Lost In Time où il se met dans la peau d'un animal enfermé et sur le point d'être conduit à l'abattoir mais aussi Shame On You de l'album The Age Of Decadence où il dénonce violemment les amateurs et pratiquants de corrida.